# Service public fédéral Finances

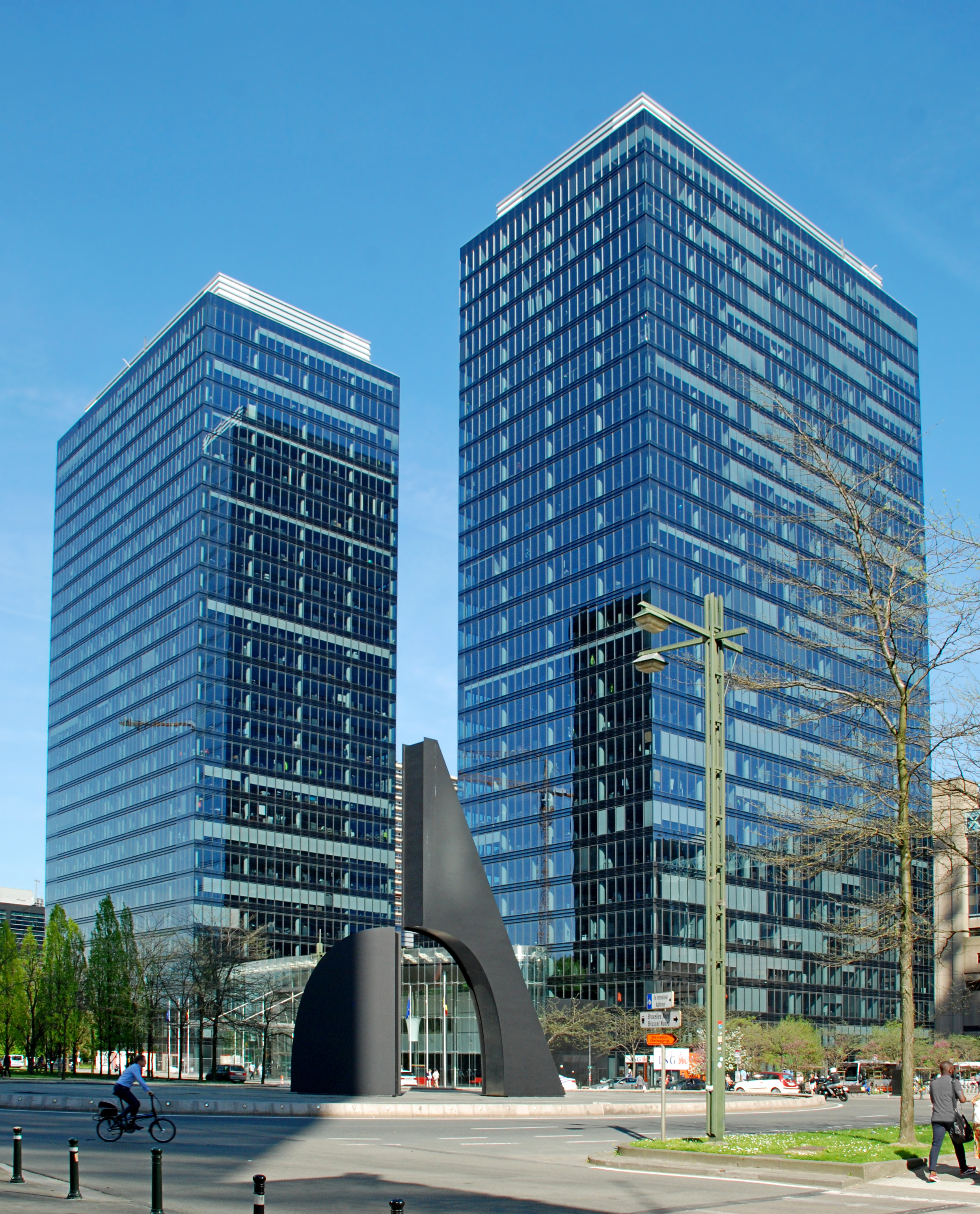
Les North Galaxy Towers à Schaerbeek.

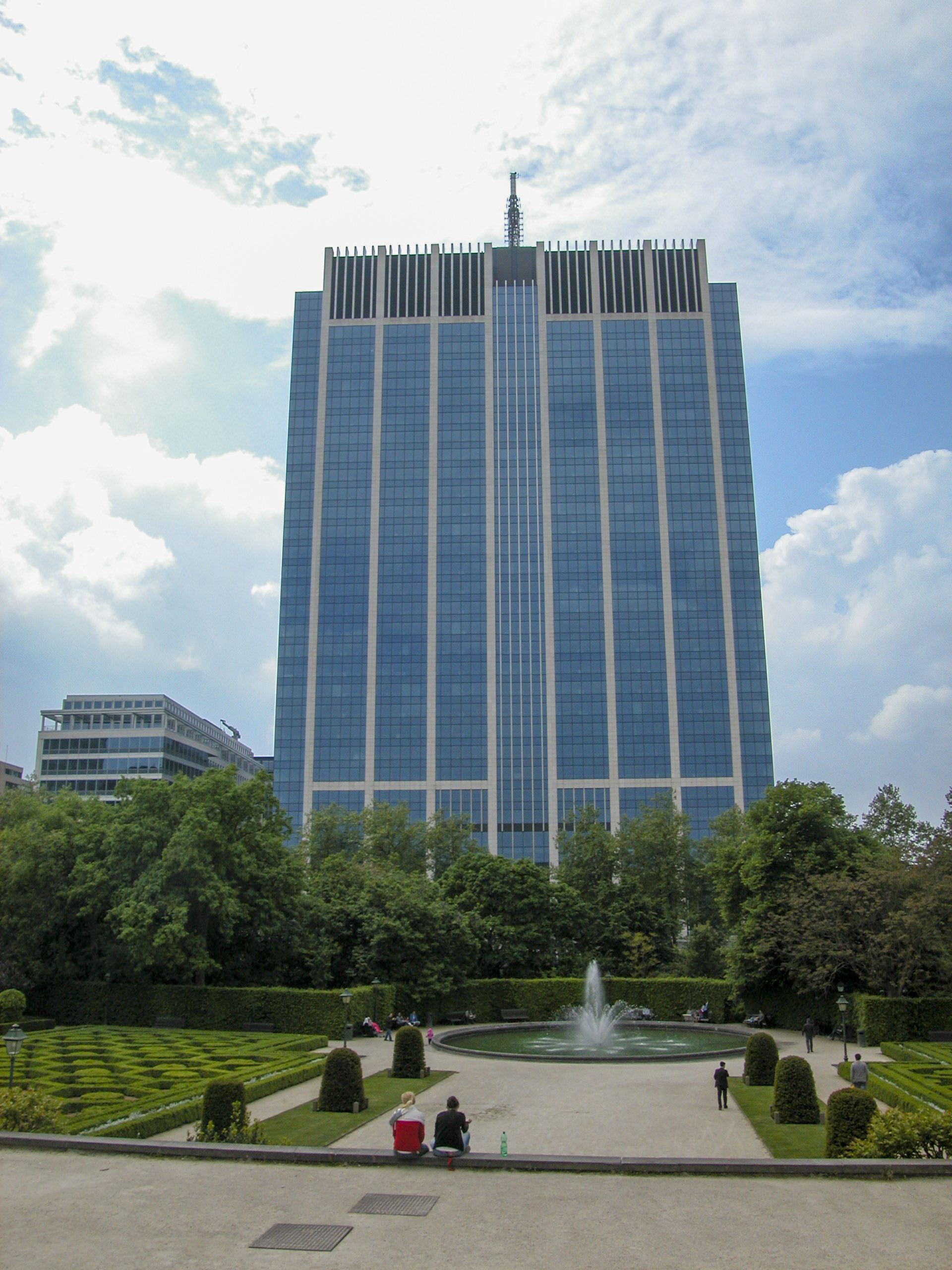
La Tour des Finances, à Bruxelles, abrite des bureaux du SPF Finances.

Le Service Public Fédéral Finances, en abrégé « SPF Finances » est chargé de la gestion des finances publiques de l'État belge. À ce titre, il est compétent pour la perception des impôts directs et indirects et pour leur recouvrement.
Il dispose ainsi de différentes ressources fiscales permettant de financer l'État belge mais également les entités fédérées (Région flamande, Région wallonne, Région de Bruxelles-Capitale, Communauté flamande, Communauté Wallonie-Bruxelles, Communauté Germanophone de Belgique).
Avant la réforme Copernic en 2000, le SPF Finances se dénommait « Ministère des Finances ».
Son siège central est à Schaerbeek (Bruxelles), aux North Galaxy Towers (Schaerbeek) alors que les services fiscaux extérieurs de la région de Bruxelles occupent la Tour des Finances (Bruxelles-Ville).
Depuis 2025, le ministre de tutelle est Jan Jambon (NV-A). Jusqu'au 1er janvier 2024, Hans D'Hondt était le Président du SPF Finances et de son Comité de direction. À partir 1er janvier 2024, Hilde Aerts est nommée présidente ad interim. Le 1er août 2024, Filip Van de Velde, ancien chef de cabinet du ministre des Finances, a succédé à cette dernière pour un mandat d'une durée de six ans comme président du Comité de direction du SPF Finances.
En 2024, le Service Public Fédéral Finances comptait 21 133 collaborateurs.

## Mission et activités

### Mission
Le SPF Finances a pour mission de contribuer au bien-être économique et social de chaque citoyen et de chaque entreprise et de participer à la construction de la société belge en agissant de manière transparente, en appliquant la fiscalité de manière correcte, en assurant la sécurité juridique et la stabilité financière.

### Activités fondamentales
Les activités-clés du SPF Finances sont les suivantes :
- prélever, percevoir, recouvrer et rembourser les impôts et taxes de manière juste et dans les temps ;
- être le « Shared Service Center » pour la perception et le recouvrement des créances fiscales et non fiscales ;
- gérer de manière fiable toutes les données patrimoniales ;
- faciliter le commerce légal et protéger la société en exécutant des contrôles ciblés sur l'importation, le transit et l'exportation de marchandises ;
- contribuer à la prévention et à la lutte contre la fraude, l'évasion fiscale et les infractions qui relèvent de ses domaines de compétences ;
- gérer les engagements financiers de l'État et assurer le financement de ce dernier ;
- fournir une expertise et un soutien politiques.

## Organisation avant 2003
Avant la réforme de l'État, le ministère des Finances était dirigé par un secrétaire général dépendant directement du ministre, et nommé comme fonctionnaire à ce poste jusqu'à la fin de sa carrière.
Le ministère se divisait en deux secteurs :
1. Le secteur fiscal :
  - les contributions directes,
  - les douanes,
  - la taxe sur la valeur ajoutée (TVA) et l'enregistrement,
  - le cadastre,
  - l'inspection spéciale des impôts (ISI),
  - l'impôt sur les sociétés (ISOC),
  - l'administration des affaires fiscales ;
2. Le secteur non fiscal :
  - la trésorerie,
  - l'office des pensions,
  - l'office de contrôle du budget.

## Organisation actuelle

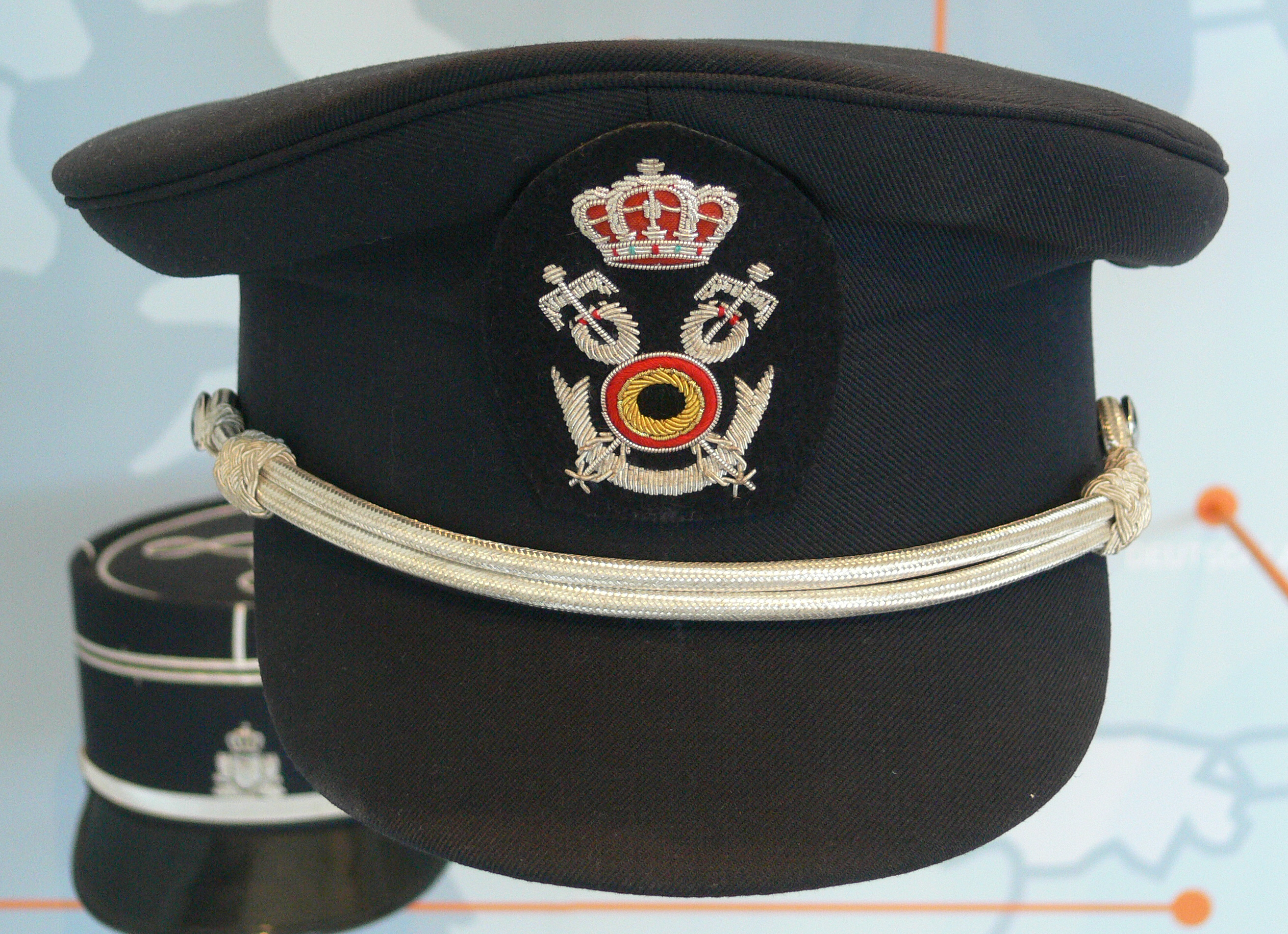
Les douanes belges font partie du SPF Finances.

Depuis la réforme CoperFin (en d'autres termes Copernic spécifique au ministère des Finances) en 2003, le SPF finances est dirigé par un président dépendant directement du ministre et nommé pour une durée limitée.
Le SPF Finances compte actuellement sept administrations générales  : 
- L'Administration générale des Douanes et Accises (AGD&A) : regroupe les services des douanes et accises

- L'Administration générale de la Fiscalité (AGFisc) : regroupe les services de la taxe sur la valeur ajoutée (TVA), l'impôt des personnes physiques (IPP), l'impôt sur les sociétés (ISOC), et les services de lutte contre la fraude.

- L’Administration générale de la Perception et du Recouvrement (AGPR) : chargée de recouvrer toutes les dettes fiscales.

- L'Administration générale de la Documentation patrimoniale (AGDP) : regroupe tout ce qui est non fiscal et d'ordre plutôt juridique comme le cadastre, l'enregistrement, la conservation des hypothèques.

- L'Administration générale de la Trésorerie (AGTrés) : regroupe tout ce qui traite du trésor public, du traitement des fonctionnaires et des payements des pensions.

- L'Administration générale de l'Inspection spéciale des impôts (AGISI) : sa mission est de combattre la fraude fiscale grave et organisée.

- L'Administration générale Expertise et Support stratégiques (AGESS) : son activité est focalisée sur le travail fiscal législatif, l'étude d'incidence des politiques fiscales et la mise à disposition de la documentation fiscale à destination interne et externe.

Le SPF Finances compte également trois services d'encadrement (P&O, ICT, Budget et Contrôle de la gestion) dont le but est d'assurer un soutien logistique aux administrations décrites précédemment ainsi que les services directement rattachés au Président du SPF Finances.
Font également partie du SPF Finances: le Service des créances alimentaires (depuis sa création en 2003), le Service de Conciliation fiscale (Ruling) et le Service des Décisions Anticipées en matières fiscales.

## Digitalisation
Parmi différentes applications mises à disposition des citoyens et entreprises, le SPF Finances a notamment mis en place l'application informatique MyMinfin qui reprend un certain nombre de documents personnels, de formulaires et de services électroniques, comme par exemple Tax-on-web, permettant à tout un chacun de gérer son propre dossier fiscal.
MyMinfin permet entre autres de :
- remplir et envoyer sa déclaration à l’impôt des personnes physiques ;
- suivre le statut de sa déclaration et définir ses préférences pour sa prochaine déclaration (format et e-communication) ;
- télécharger des formulaires ;
- lister et consulter ses documents de références depuis 2005 ;
- consulter et gérer ses données personnelles ;
- consulter le calendrier fiscal ;
- consulter les données de contact de son bureau de contrôle et de recette.

En 2024, plus de 6 000 000 de personnes physiques ou morales se sont connectées à MyMinfin. Le nombre de téléchargement de documents, de paiements et autres formalités effectuées via MyMinfin est en forte progression depuis le début des années 2020.
Le SPF Finances met également à disposition du public la base de données fiscales et juridiques gratuite Fisconet plus. 

## Liste des ministres des Finances

### 1831 à 1899
- 1831 Charles de Brouckère (PL)
- 1831-1832 Jacques Coghen (PL)
- 1832-1834 Auguste Duvivier (technocrate)
- 1834-1839 Edouard d'Huart (PL)
- 1839-1840 Léandre Desmaisières (PC)
- 1840-1841 Edouard Mercier (PL)
- 1841 Camille de Briey (PC)
- 1841-1843 Jean-Baptiste Smits (PC)
- Walthère Frère-Orban.1843-1845 Edouard Mercier (PL)
- 1845-1847 Jules Malou (PC)
- 1847-1848 Laurent Veydt (PL)

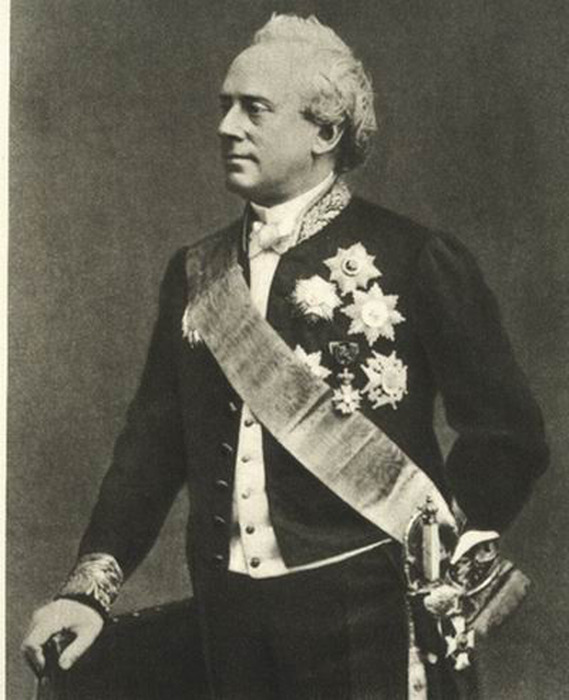
Walthère Frère-Orban.

- 1848-1852 Walthère Frère-Orban (PL)
- 1852-1855 Charles Liedts (PL)
- 1855-1857 Edouard Mercier (PL)
- 1857-1870 Walthère Frère-Orban (PL)
- 1870 Pierre Tack (PC)
- 1870-1871 Victor Jacobs (PC)
- 1871-1878 Jules Malou (PC)
- 1878-1884 Charles Graux (PL)
- 1884 Jules Malou (PC)
- 1884-1894 Auguste Beernaert (PC)
- 1894-1899 Paul de Smet de Naeyer (PC)
- 1899 Julien Liebaert (PC)

### 1900 à 1999
- 1899-1907 Paul de Smet de Naeyer (PC)
- 1907-1911 Julien Liebaert (PC)
- 1911-1914 Michel Levie (PC)
- 1914-1918 Aloys Van de Vyvere (PC)
- 1918-1920 Léon Delacroix (PC)
- 1920-1925 Georges Theunis (PC)
- Jules Renkin.1925 Aloys Van de Vyvere (PC)

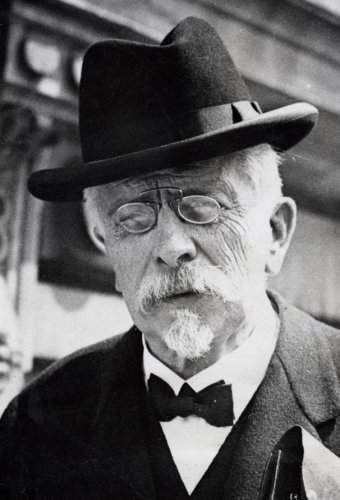
Jules Renkin.

- 1925-1926 Albert-Edouard Janssen (PC)
- 1926-1932 Maurice Houtart (PC)
- 1932 Jules Renkin (PC)
- 1932-1934 Henri Jaspar (PC)
- 1934 Gustave Sap (PC)
- 1934-1935 Camille Gutt (technocrate)
- 1935-1936 Max-Léo Gérard (LP)
- 1936-1938 Henri De Man (BWP)
- 1938 Eugène Soudan (POB)
- 1938 Max-Léo Gérard (LP)
- 1938-1939 Albert-Edouard Janssen (PC)

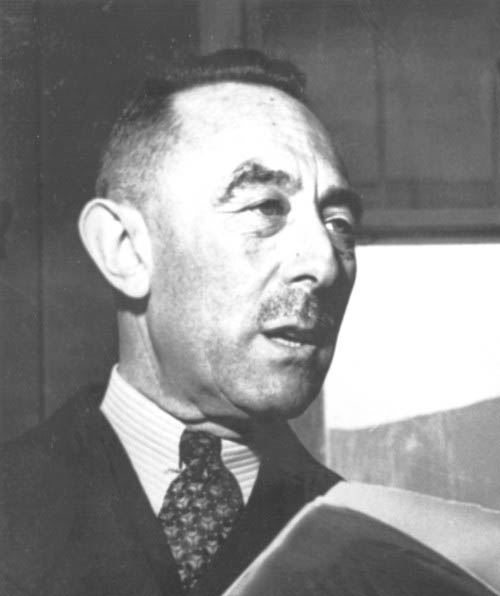
Camille Gutt.

- Camille Gutt.1939-1945 Camille Gutt (technocrate)
- 1945 Gaston Eyskens (CVP)
- 1945-1946 Franz de Voghel (technocrate)
- 1946-1947 Jean Vauthier (technocrate)
- 1947-1949 Gaston Eyskens (CVP)
- 1949-1950 Henri Liebaert (LP)
- 1950-1952 Jean Van Houtte (CVP)
- 1952-1954 Albert-Edouard Janssen (CVP)
- 1954-1958 Henri Liebaert (LP)
- 1958-1961 Jean Van Houtte (CVP)
- 1961-1965 André Dequae (CVP)
  - 1961-1962 Jean-François Tielemans (secrétaire d'État) (BSP)
  - 1963-1965 Henri Deruelles (secrétaire d'État) (PSB)
- 1965-1966 Gaston Eyskens (CVP)
- 1966-1968 Robert Henrion (PLP)
- 1968-1971 Jean-Charles Snoy et d'Oppuers (PSC)
- 1972 André Vlerick (CVP)
- 1973-1974 Willy De Clercq (PVV)
- 1974-1977 Willy De Clercq (finances) (PVV)
- Philippe Maystadt.1977-1980 Gaston Geens (CVP)

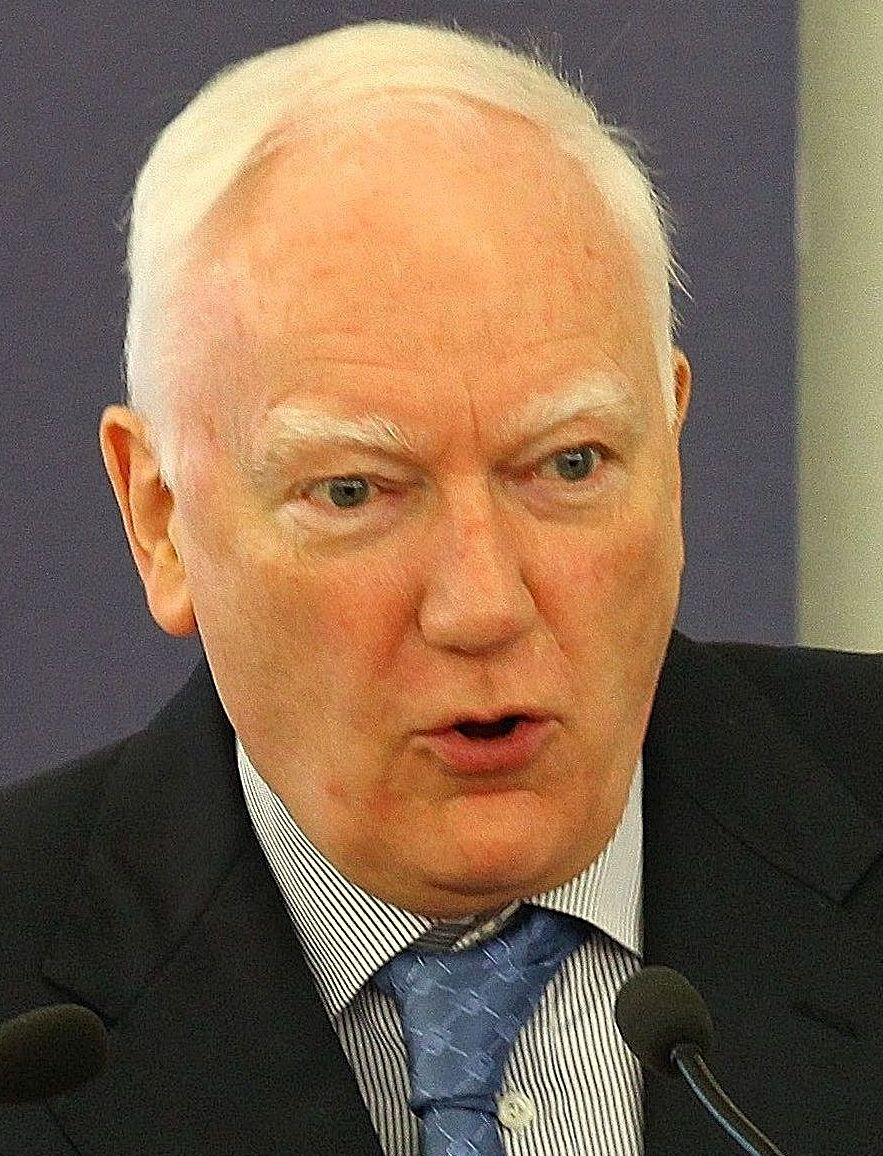
Philippe Maystadt.

- 1980 Robert Henrion (PRL)Jan Jambon.

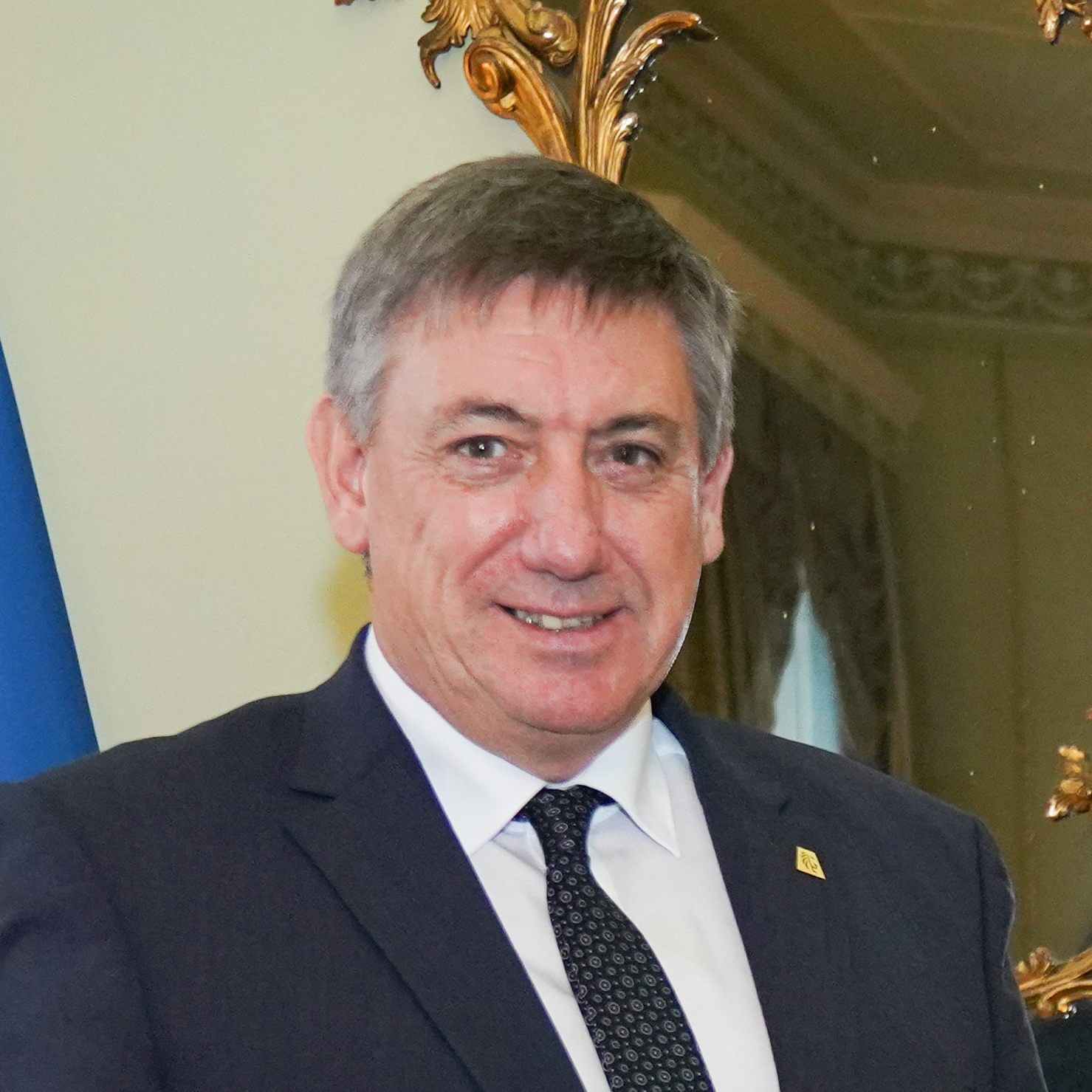
Jan Jambon.

  - 1980 Freddy Willockx (BSP) (secrétaire d'État)
- 1980-1981 Mark Eyskens (CVP)
- 1981 Robert Vandeputte (technocrate)
- 1981-1985 Willy De Clercq (PVV)
- 1985 Frans Grootjans (PVV)
  - 1985 Etienne Knoops (PRL) (secrétaire État)
  - 1985 Louis Waltniel (PVV)  (secrétaire d'État)
- 1985-1988 Mark Eyskens (CVP)
- 1988-1998 Philippe Maystadt (PSC)
  - 1988 Herman Van Rompuy (CVP)  (secrétaire d'État)
- 1998-1999 : Jean-Jacques Viseur (PSC)

### Depuis 2000
- 1999-2011 : Didier Reynders (MR)
  - 2000-2003 : Alain Zenner (MR) (secrétaire d'État avec le titre de commissaire chargé de la simplification fiscale et de la lutte contre la grande fraude fiscale)
  - 2003-2007 : Hervé Jamar (MR) (secrétaire d'État à la modernisation des finances et à la lutte contre la fraude)
  - 2008-2011 : Bernard Clerfayt (MR) (secrétaire d'État chargé de la Modernisation des Finances, de la Lutte contre la Fraude fiscale et de la Fiscalité environnementale)
  - 2008-2011 : Carl Devlies (CD&V) (secrétaire d'État pour la coordination de la lutte contre la fraude)
- 2011-2013 : Steven Vanackere (CD&V)
  - 2011-2014 : John Crombez (sp.a) (secrétaire d'État à la lutte contre la fraude sociale et fiscale)
- 2013 -2014 : Koen Geens (CD&V)
- 2014-2018 : Johan Van Overtveldt (N-VA)
- 2018-2020 : Alexander De Croo (Open VLD)
- 2020-2025 : Vincent Van Peteghem  (CD&V)
- 2025-         : Jan Jambon (N-VA)